# Lidtjärnen (Lövångers socken, Västerbotten)
Lidtjärnen är en sjö i Skellefteå kommun i Västerbotten och ingår i Kålabodaåns huvudavrinningsområde.